# Sainte-Marie-du-Ménez-Hom
Sainte-Marie-du-Ménez-Hom est un hameau de la commune de Plomodiern dans le Finistère, ancien relais et gîte d'étape sur le chemin traditionnel allant de Châteaulin à Crozon, situé au pied du Ménez-Hom, et connu principalement par sa chapelle Sainte-Marie-du-Ménez-Hom.

## Le hameau

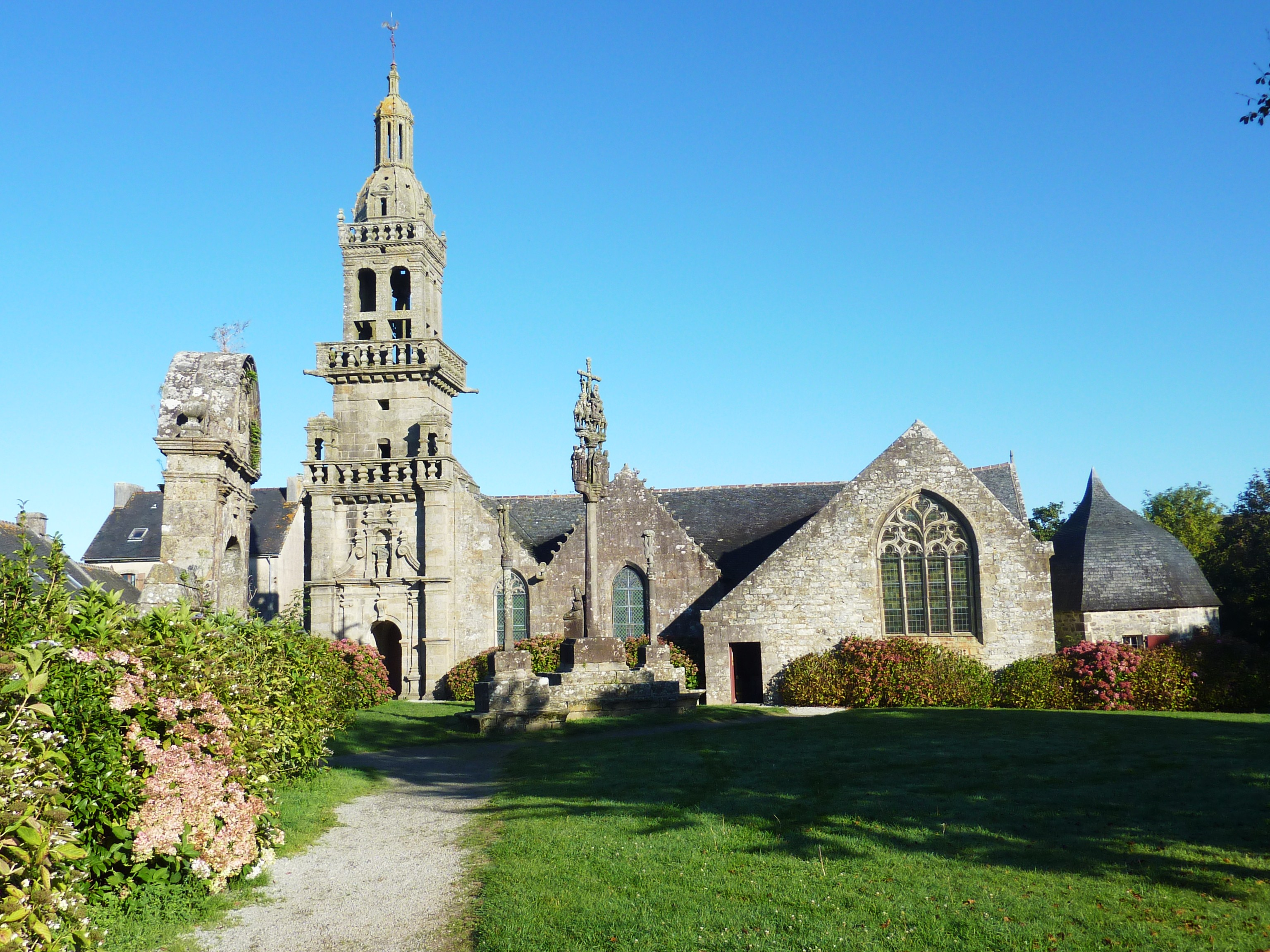
La chapelle Sainte-Marie-du-Ménez-Hom : vue d'ensemble depuis le placître

Le hameau, seul lieu habité sur la route qui va de Châteaulin à Tal-ar-Groas , trouve son origine dans la nécessité d'un relais, d'un gîte d'étape malgré la rudesse du lieu, sur l'itinéraire traditionnel entre Châteaulin et Crozon, qui est aujourd'hui celui de la D 887, ancienne route nationale, très fréquentée l'été. Cet axe traditionnel était croisé à cet endroit par un axe sud-nord plus secondaire venant de Locronan ou Douarnenez et allant vers Le Faou et Brest (via des bacs pour traverser l'Aulne au lieu-dit « Le Passage » entre Rosnoën et Dinéault et plus loin la rade de Brest, via Lanvéoc et la « Lieue de Grève »).
Un hameau s'est développé aux abords de la chapelle, plusieurs auberges offrant aux voyageurs gîte et couvert. Anatole Le Braz en 1894 évoque l'Auberge des Trois-Canards, qui porte le nom de trois sommets proches. Selon le baron de la Pylaie, qui y a séjourné au milieu du XIXe siècle, tous les voyageurs dormaient dans le même lit et les puces étaient nombreuses ! Au début du XXe siècle déjà, l'auberge Sainte-Marie ne proposait plus que des boissons.

## Les foires
Sa situation à 11 km de Châteaulin, 23 km de Crozon, 16 km de Locronan et 24 km de Douarnenez a favorisé l'établissement de foires jadis très fréquentées les jours de la saint Hervé (17 juin), de la saint Laurent (11 août), de l'Assomption (15 août) et de la Nativité de Marie (8 septembre), les quatre ayant lieu à la belle saison en raison d'une certaine rudesse climatique. On y faisait commerce du beurre, des œufs, de la toile, des animaux, etc., et les transactions étaient taxées au profit de la chapelle. La foire Saint-Laurent fut supprimée au XVIIIe siècle, époque où s'amorce le déclin de ces foires désormais disparues (une foire aux chevaux se tenait encore en août 1922. Ces foires expliquent certaines des statues présentes dans la chapelle qui honorent les saints des jours où elles se tenaient.
Jean-François Brousmiche en parle en ces termes vers 1830 :

« Sur le plateau où l'on a édifié la chapelle de Marie, il se tient trop de foires chaque année. Il est difficile de choisir un plus mauvais emplacement pour un pareil motif, surtout pour des foires aussi considérables que celles de Ménez-com (...). Là, sont les chemins les plus cahoteux et les plus détestables du Finistère ; on n'apporte aucun soin à leur entretien (...). Là, pas de maisons pour se mettre à l'abri ; une auberge et deux chaumières près de l'église, voilà les seules habitations qui sont à portée du champ de foire (...). Pour se rendre à Ménez-com, les chevaux, le bétail du Léonnais sont obligés de passer la rivière de l'Aulne au bac de Rosnohan, et cette rivière étant rivière de marée, quand le vent et le courant sont en opposition avec le flot, il arrive fréquemment de voir le bac dériver, et fréquemment aussi ce bac trop chargé chavire, et la rivière engloutit les hommes et les animaux. Il ne se passe pas de foires à Ménez-com sans accidents de cette nature, et cependant ces foires sont très fréquentées. »

Bachelot de la Pylaie décrit en 1850 les foires de Sainte-Marie-du-Ménez-Hom :  « Les trois foires établies sur cette montagne, au village de Sainte-Marie, les 17 juin, 16 août et 9 septembre, y attirent une réunion considérable d'habitants des paroisses voisines et de marchands. Il n'y en a pas de meilleures ni de plus fortes dans le pays, en fait de foires champêtres. On y trouve du bétail de toute espèce. (...) La place où elles se tiennent est au midi du village, unie et spacieuse ; elle confiné en outre à une vaste lande où l'on conduit l'excédent du bétail ».

## Le calvaire deCroaz Rhu
Le calvaire de Croaz Rhu ("Croix rouge"), dit aussi "calvaire de la croix des Templiers", se trouve non loin de la chapelle de Sainte-Marie-du-Ménez-Hom. Son nom fait allusion à la couleur rouge de la croix templière. Ce calvaire, qui serait antérieur à 1307 et aurait été rénové en 1544, présente la sculpture d'un ange montrant un tissu sur lequel est imprimé le visage du Christ ; ce serait le rappel du Saint Suaire, lequel aurait appartenu aux Templiers, qui l'auraient pris lors du pillage de Constantinople par les Croisés le 12 avril 1904 (il était alors connu sous le nom de Mandylion) .

## Histoire

### La Seconde Guerre mondiale

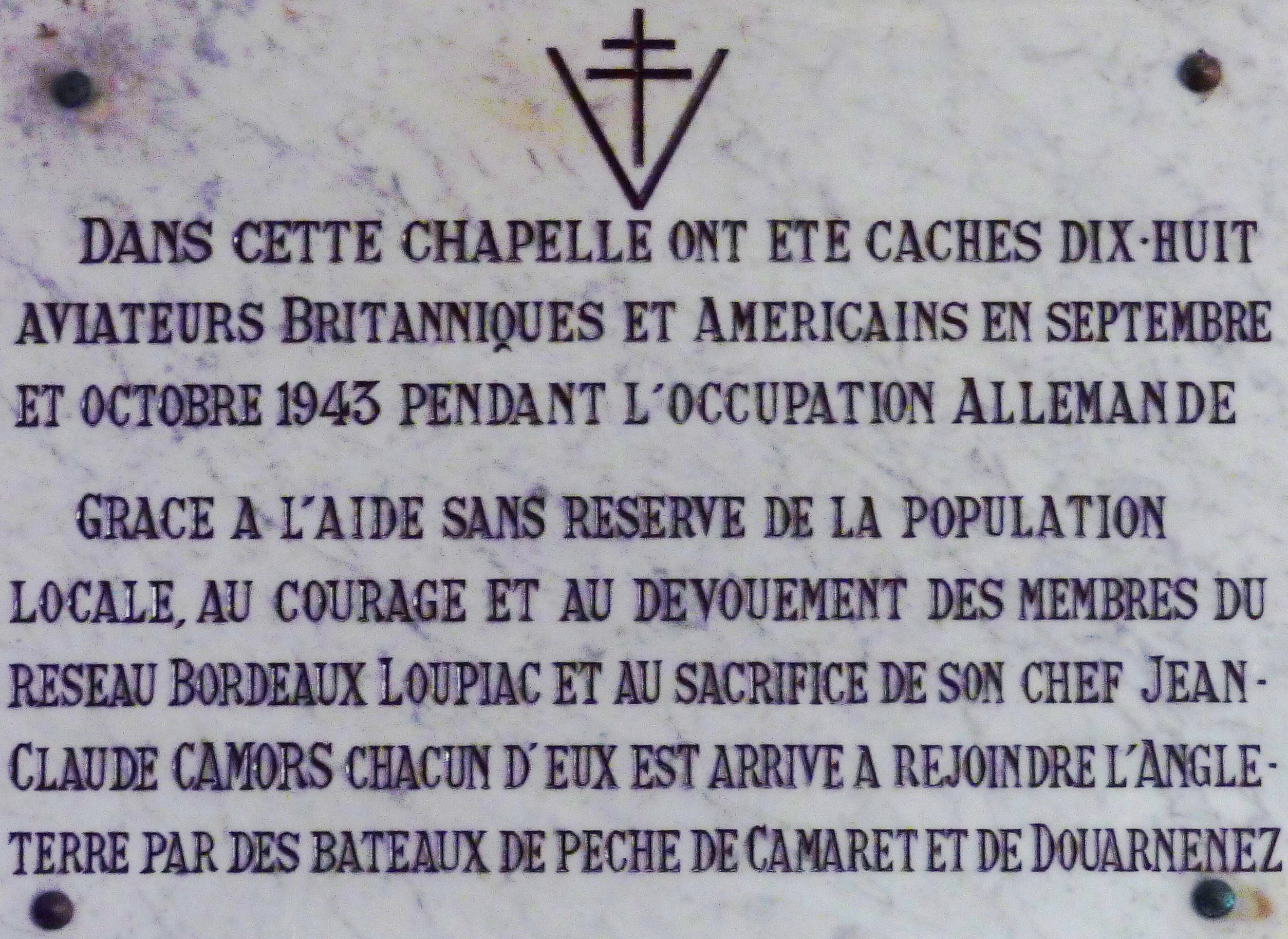
Chapelle Sainte-Marie-du-Ménez-Hom : plaque commémorative de la Résistance rappelant la cache des aviateurs alliés dans la chapelle

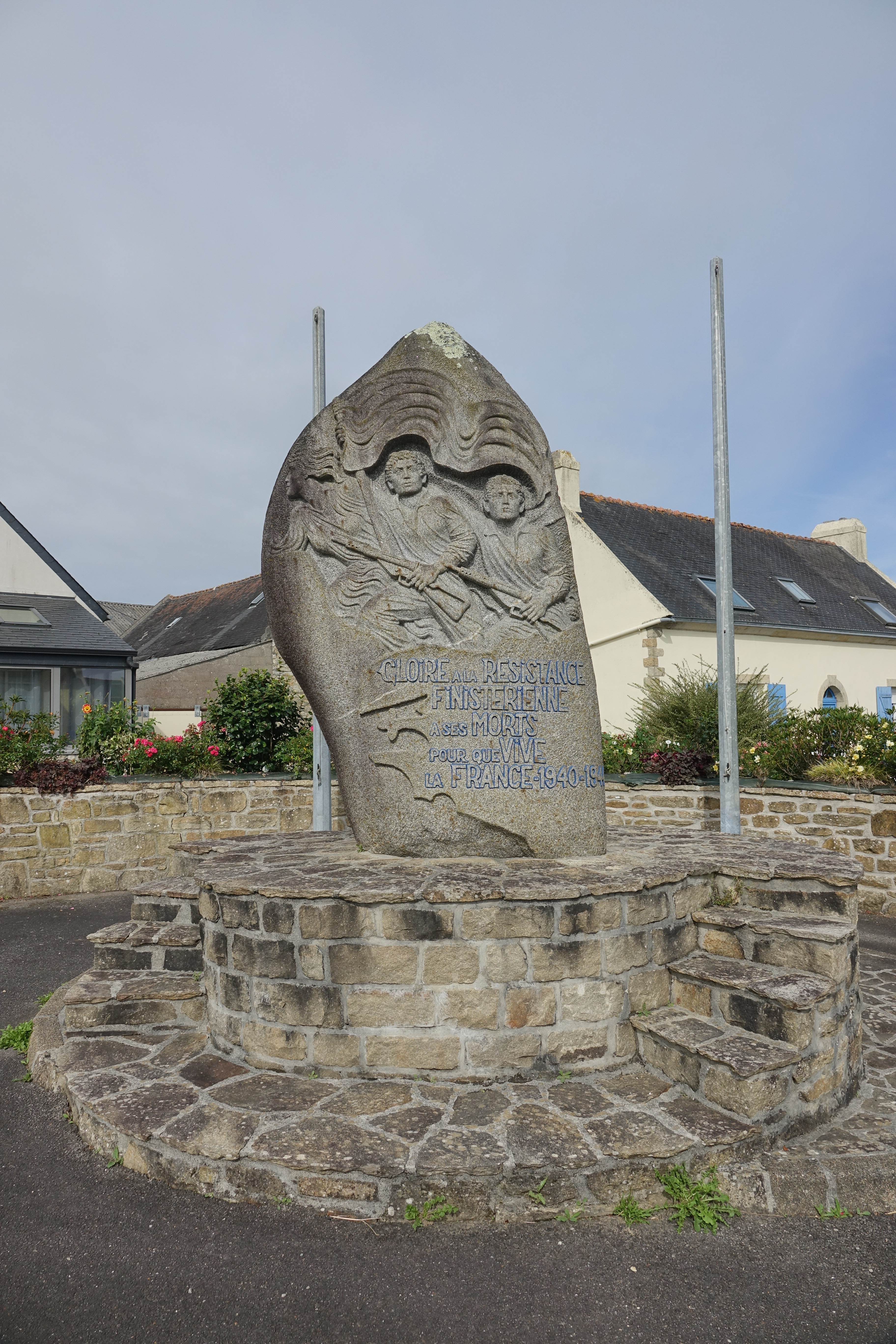
Monument aux morts de la Seconde Guerre mondiale.

En septembre et octobre 1943, des aviateurs américains et britanniques ont été cachés au-dessus de la sacristie de la chapelle pendant plusieurs semaines (des soldats allemands étaient hébergés en face et certains venaient assister à la messe dans la chapelle !) par le réseau de résistance "Bordeaux-Loupiac" dirigé par Jean-Claude Camors, et dont étaient membres actifs des résistants de Plomodiern, en particulier la famille Vourc'h, dans l'attente de leur transbordement clandestin de l'autre côté de la Manche par des bateaux de pêche de Camaret et de Douarnenez. Une plaque commémorative de cet épisode se trouve dans la chapelle.

Sur le parking près de la chapelle, se trouve un monument en granit représentant deux résistants et portant une inscription à la « Gloire de la Résistance finistérienne. Pour que Vive la France 1940-1944 ».

## Légendes
- La légende du roi Marc'h : (résumé) autrefois, un roi très puissant dénommé Marc'h (“Cheval” en breton) était un grand guerrier mais n'hésitait pas à forcer les filles du voisinage. Il avait toutefois une grande vénération pour sainte Marie et on dit même que c'est lui qui lui aurait construit la première chapelle au lieu Sainte-Marie-du-Ménez-Hom, à mi-pente du sommet. Quand il mourut, Dieu voulait le damner mais la Vierge Marie intercéda en sa faveur. Dieu consentit à ce qu'il ne soit point damné mais que « son âme devra demeurer dans sa tombe jusqu'à ce que cette tombe soit assez haute pour que, de son sommet, le roi Marc'h puisse voir le clocher de la chapelle ». Mais ses fidèles enterrèrent le roi Marc'h sur le versant opposé du mont par rapport à la chapelle. Depuis le roi Marc'h patiente... jusqu'à ce que les passants aient déposé suffisamment de pierres sur sa tombe pour qu'il puisse, du sommet du tas enfin voir le clocher de la chapelle et être sauvé[9].
- La Noël de Jean Rumengol, conte retranscrit par Anatole Le Braz, évoque à plusieurs reprises la chapelle de Sainte-Marie-du-Ménez-Hom : « Ils [les marins] croyaient encore que sainte Marie du Ménez-Hom avait été préposée par Dieu à la garde des mystérieuses cités qui dorment sous les eaux, au bord des plages armoricaines. [...] Dès qu'il y avait menace de gros temps, la cloche de la chapelle se mettait d'elle-même à tinter. [...] Et les barques lointaines faisaient force de voiles vers la terre. »[10].

## Personnalités
- Jean-Pierre Vielfaure (1930-2015), artiste peintre, a possédé à compter de 1982 un atelier à Sainte-Marie du Ménez-Hom.